# Tatsuya Yanagiya
Tatsuya Yanagiya (jap. 柳谷 辰哉, Yanagiya Tatsuya; * 22. Mai 1964) ist ein japanischer Badmintonspieler. 

## Karriere
Tatsuya Yanagiya wurde 1993 japanischer Meister im Herrendoppel gemeinsam mit Hiroki Etō. In der darauffolgenden Saison konnten beide diesen Titel verteidigen. 

## Sportliche Erfolge
| Saison | Veranstaltung                | Disziplin    | Platz | Name                          |
| ------ | ---------------------------- | ------------ | ----- | ----------------------------- |
| 1993   | Japan: Einzelmeisterschaften | Herrendoppel | 1     | Tatsuya Yanagiya / Hiroki Etō |
| 1994   | Japan: Einzelmeisterschaften | Herrendoppel | 1     | Tatsuya Yanagiya / Hiroki Etō |